# Jim O'Heir
Jim O'Heir (n. Chicago, Illinois, Estados Unidos, el 4 de febrero de 1962) es un actor estadounidense. Actuó en los teatros de Chicago en los años 1980 y 1990 con la compañía de teatro White Noise, y fue parte de obras como The Book of Blanche, Stumpy's Gang y Ad-Nauseam con su grupo. O'Heir también ha tenido roles pequeños y eventuales en varias películas y series televisivas, tales como Friends, Boston Legal, Malcolm in the Middle, Star Trek: Voyager, ER y Parenthood.
En el 2000 obtuvo un papel regular en la serie de Comedy Central, Strip Mall como Harvey Krudup, el esposo poco atractivo de la protagonista Tammi Tyler, quien era protagonizada por Julie Brown. Actualmente, O'Heir tiene un rol secundario en la exitosa comedia de NBC, Parks and Recreation. Hace el papel de Jerry Gergich, un torpe empleado gubernamental en el departamento de parques local que constantemente es el objeto de burla de sus compañeros de trabajo.